# فرودگاه سولوزی
فرودگاه سولوزی (به انگلیسی: Solwezi Airport) یک فرودگاه نظامی و همگانی با کد یاتا SLI است که یک باند فرود آسفالت دارد و طول باند آن ۱۳۳۰ متر است. این فرودگاه در کشور زامبیا قرار دارد .